# Duggleby Howe

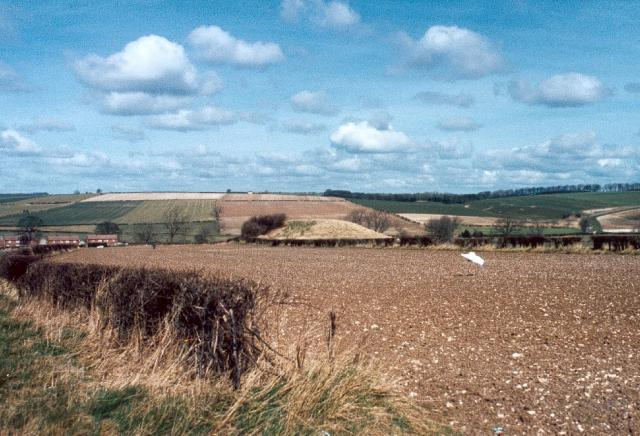
Der Duggleby Hügel in East Yorkshire – im Hintergrund

Duggleby Howe ist einer der größten Rundhügel Englands. Er liegt östlich der Stonepit Balk (Straße B1253) südlich von Duggleby auf der Südseite des Great Wold Valley im District Ryedale und ist einer von vier Grabhügel in diesem Bereich, die als die Great Barrows der East Riding of Yorkshire bekannt sind (ein anderer ist der Willy Howe). Artefakte, die während der Ausgrabung des Howe gefunden wurden, deuten darauf hin, dass er in der späten Jungsteinzeit errichtet wurde.

## Beschreibung
Der Hügel hat etwa 37,0 m Durchmesser. Die Höhe beträgt 6,6 m und fällt im Osten auf 5,8 m ab. Beim Bau wurden etwa 5000 Tonnen Erde aufgehäuft. Die Kuppe könnte höher gewesen sein, aber anscheinend wurde der Hügel irgendwann abgeflacht, so dass eine ebene Fläche von etwa 14,0 m Durchmesser entstand. Im Mittelalter wurde auf dem Gipfel eine Mühle errichtet, was für die Nivellierung verantwortlich sein dürfte. Der Hügel liegt in einem großen, auf Luftaufnahmen entdeckten, am Boden aber schwer zu erkennenden Kreisgraben. Er besteht aus einem breiten inneren Graben, einem schmaleren äußeren Graben und einer Reihe von Wällen. Der Durchmesser beträgt etwa 370 Meter. Er ist überpflügt und verschlammt, aber Teile sind auf dem Satellitenbild zu erkennen, ebenso wie die Ringgräben einer Handvoll runder Hügel im Osten innerhalb und außerhalb des Kreisgrabens. Es besteht eine gewisse Unsicherheit darüber, ob das Erdwerk ein Henge oder eine Causewayed camp darstellt oder ob es mit dem Hügel zeitgenössisch ist. Es ist jedoch möglich, dass er gleichzeitig mit der Phase der ersten Bestattung als Temenos (Abgrenzung eines heiliger Ortes) entstand.
Duggleby Howe scheint für mehrere Generationen als Begräbnisstätte gedient zu haben. Die erste Untersuchung des Hügels erfolgte im späten 18. Jahrhundert durch den Pfarrer Christopher Sykes, der keine Aufzeichnungen über seine Funde hinterlassen hat. Wissenschaftlich war John Robert Mortimers (1825–1911) Ausgrabung von 1890.

## Ausgrabung
Vor dem Aufwerfen des Hügels wurde eine etwa 2,7 Meter tiefe Grube in den Boden gegraben, in dem sich ein menschlicher Körper befand, der möglicherweise in einem Sarg zusammen mit einer mittelneolithischen „Towthorpe“ -Schüssel, zwei Feuersteinkernen und einigen Abschlägen lag. Über ihm befanden sich die Leichen eines anderen Erwachsenen, eines Kindes und ein Schädel mit fehlendem Unterkiefer. Der Schädel hatte ein Loch, das Mortimer als verdächtig aussehend beschrieb und die Todesursache gewesen sein könnte. Ein weiterer erwachsener Körper scheint auf der Füllung dieses Grabes gelegen zu haben, begleitet von einem Geweihkopf, einer zerbrochenen Pfeilspitze und einer polierten Feuersteinaxt. Im kurzen Abstand nach Osten lag ein zweites Flachgrab, das den Körper eines Erwachsenen zusammen mit Biber- und Eberzähnen, einem Querschneider (querschneidige Pfeilspitze) und einem Knochenzapfen enthielt. Ein weiterer Erwachsener, begleitet von einem polierten Feuersteinmesser, das nur 1,5 mm dick war, wurde zwischen die beiden Gräber gelegt, Die Bestattungen wurden dann von einem niedrigen Erdhügel bedeckt, in dem Mortimer die Leichen eines weiteren Erwachsenen, eines Jugendlichen und dreier Kinder sowie Kremationsreste entdeckte. Der Hügel wurde danach erweitert, indem man ihn mit einer Schicht aus Kreide bedeckte, in die mehr verbrannter Knochen gelegt wurde, insgesamt wurden 53 Aschelager gezählt. Mortimer schätzte aber, dass die Zahl auch doppelt so hoch gewesen sein könnte. Dieser Hügel wurde dann mit einer Lehmschicht bedeckt, die die Bestattungen effektiv versiegelte. Eine weitere dicke Kreideschicht schuf die endgültige Hügelform. Funde von Keramikscherben und Knochen in der obersten Kreideschicht lassen vermuten, dass er in angelsächsischer Zeit wiederverwendet wurde.